# 274810 Fedáksári
274810 Fedáksári è un asteroide della fascia principale. Scoperto nel 2008, presenta un'orbita caratterizzata da un semiasse maggiore pari a 3,9687336 UA e da un'eccentricità di 0,2479461, inclinata di 4,07789° rispetto all'eclittica.
L'asteroide era stato inizialmente battezzato 274810 Mållgan per poi essere corretto nella denominazione attuale.  L'eponimo venne poi attribuito all'asteroide 297409 Mållgan.
Inoltre l'eponimo Fedáksári era stato inizialmente assegnato a 332084 Vasyakulbeda che ricevette poi l'attuale denominazione.
L'asteroide è dedicato all'attrice ungherese Sári Fedák.